# Slag bij Mosega
De Slag bij Mosega betrof de plundering van de Matabelestad Mosega door de Voortrekkers tijdens de Grote Trek op 17 januari 1837.

## Voorgeschiedenis
Op 18 oktober 1836 wonnen de Voortrekkers weliswaar de Slag bij Vegkop van de Matabele, maar werden er echter 50.000 schapen, 5.000 koeien en honderden paarden gestolen. Andries Hendrik Potgieter en Gerrit Maritz vertrokken op 2 januari op een strafexpeditie om zich op de Matabelekoning Mzilikazi te wreken en hun vee te heroveren uit Mosega, het militaire hoofdkwartier van de Matabele bestaande uit vijftien kraals.

## De slag
Op 17 januari 1837 viel een Voortrekkerleger van 107 man gesteund door 40 Griekwa en 40 Barolong Mosega aan. De Matabele werden volledig verrast en  het dorp werd zonder genade uitgemoord en platgebrand. De Amerikaanse missionaris Daniel Lindley, gestationeerd te Mosega, schatte het aantal doden onder de Matabele op 200. Eveneens sneuvelden twee Barolong; de ene werd vermoord tijdens het plunderen van een huis en de andere werd gedood door een Voortrekker die hem aanzag voor een Matabele.
Het gestolen vee werd heroverd, maar Mzilikazi werd niet aangetroffen. Hij zou later dat jaar een beslissende nederlaag lijden bij Kapain. De slag betekende tevens de introductie van de Voortrekkers aan Daniel Lindley, hun latere predikant.